# Краснокрылый длиннохвостый скворец
Краснокрылый длиннохвостый скворец (лат. Onychognathus morio) — вид певчих птиц семейства скворцовых. Выделяют два подвида. Распространены в восточной Африке от Эфиопии до Капской провинции.

## Описание
Краснокрылый длиннохвостый скворец достигает длины 27—30 см и массы от 115 до 155 г. Окраска оперения самцов преимущественно переливчато-чёрная с синеватым оттенком. Первостепенные маховые перья каштанового цвета, что особенно заметно в полёте. У самок голова, шея и верхняя часть груди пепельно-серые. Радужная оболочка, клюв и ноги чёрные. Окраска молодых особей сходна с таковой самцов, однако менее яркая, и радужные оболочки у них карие, а клюв коричневый. У представителей подвида O. m. rueppellii хвост заметно длиннее, чем у номинативного подвида.

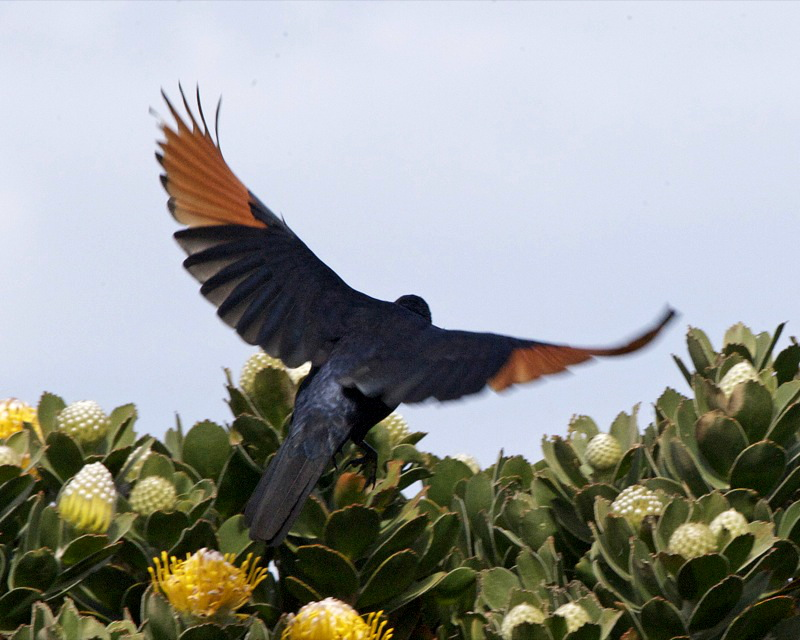
Краснокрылый длиннохвостый скворец в полёте

Довольно похожим видом является бледнокрылый длиннохвостый скворец (Onychognathus nabouroup). Основными отличительными признаками являются беловатые маховые перья с оранжевой каймой и ярко-красные или оранжевые глаза у бледнокрылого скворца.
Вокализация представлена несколькими свистящими криками, наиболее часто слышится позывка «cher-leeeoo» при взаимодействии партнёров.

## Биология
Краснокрылый длиннохвостый скворец встречается в разнообразных средах обитания, таких как в леса, саванны, луга, водно-болотные угодья, финбос, сельскохозяйственные угодья и плантации, а также в городах. В настоящее время он распространен во многих городских районах из-за сходства структуры высотных зданий и жилых домов как мест гнездования со скалами его первоначального местообитания. Он также может гнездиться на крышах и карнизах домов.

### Питание
Краснокрылый длиннохвостый скворец всеяден, в состав рациона входят плоды, семена, ягоды, нектар таких растений, как алоэ и Schotia brachypetala, а также беспозвоночные, например, жуки Pachnoda sinuata. Иногда ловит птенцов и взрослых особей некоторых видов птиц, таких как африканский пальмовый стриж (Cypsiurus parvus). Также питается падалью и пищевыми отходами.
В сельской местности краснокрылых скворцов часто замечают сидящими на домашнем скоте и диких млекопитающих, таких как антилопы и жирафы, где они питаются насекомыми и эктопаразитами.

### Размножение
Моногамный вид, в период гнездования образуют пары, остающиеся вместе на протяжении нескольких сезонов. В сезон размножения территориален и довольно агрессивен, при приближении к гнездовой территории нападает на другие виды птиц, и даже на домашних животных и людей. Вне сезона размножения краснокрылые длиннохвостые скворцы объединяются с другими представителями своего вида в большие стаи, состоящие до 200 особей. Краснокрылый длиннохвостый скворец гнездится на скалистых утёсах и обнажениях, в ущельях, а в городах — среди зданий. Гнездо сооружается из травы и веток с глиняным основанием. В кладке от двух до четырёх (обычно три) голубых яиц, испещрённых рыжевато-коричневыми пятнышками. Инкубационный период длится 13—14 дней, насиживает только самка. Птенцы оперяются и покидают гнездо через 22—28 дней. Заботятся о птенцах оба родителя.

## Подвиды и распространение
Выделяют два подвида:
- Onychognathus morio rueppellii (Verreaux, 1856) — от юга Судана до Эфиопии и севера Кении
- Onychognathus morio morio (Linnaeus, 1766) — от Уганды и Кении до Ботсваны и юга ЮАР